# Peter Voser
Peter Robert Voser, född 29 augusti 1958 i Baden, är en schweizisk företagsledare som är styrelseordförande för den globala industrigruppen ABB Ltd. sedan 2015 när han efterträdde Hubertus von Grünberg. Han var också VD för det brittisk-nederländska petroleumbolaget Royal Dutch Shell, plc mellan 1 juli 2009 och 1 januari 2014.
Han inledde sin karriär inom Shell 1982 och jobbade upp sig inom ledarhierarkin fram tills 2002 när ABB Ltd. kom med ett erbjudande om att bli koncernens CFO, som han sa ja till. Två år senare återvände han till Shell för att bli deras CFO. År 2009 när Shell:s dåvarande vd Jeroen van der Veer lämnade koncernen utsågs Voser som efterträdaren. Den 9 juli 2013 meddelades Shell att Voser skulle lämna sin vd-position den 1 januari 2014 och ersättaren blev Ben van Beurden. Voser var dock kvar inom Shell och var chef för koncernens schweiziska dotterbolag fram till mars 2014.
Under 2011 blev han ledamot hos styrelsen för det schweiziska läkemedelsföretaget F. Hoffmann-La Roche AG.